# Keren Ann

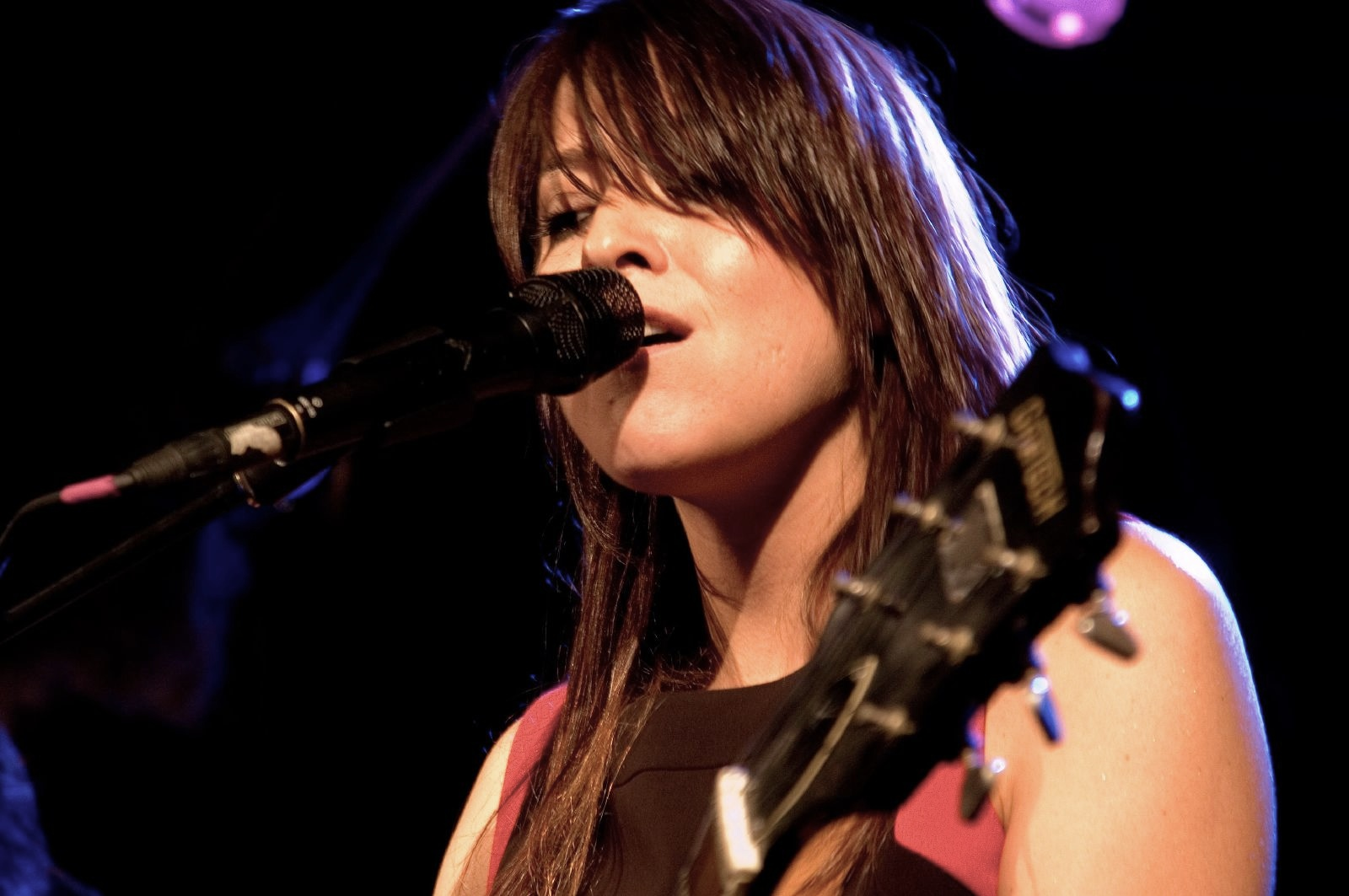
Keren Ann tijdens optreden

Keren Ann, artiestennaam van Keren Ann Zeidel, (Caesarea, Israël, 10 maart 1974) is een in Frankrijk wonende Israëlisch-Nederlandse singer-songwriter.

## Biografie
Geboren in Israël, woonde zij tot haar elfde in Nederland. Haar vader stamt af van Russische Joden en haar moeder is half Nederlands en half Javaans. Ze heeft haar Nederlandse en Israëlische nationaliteit behouden. 

## Carrière
Keren, die gitaar, piano en klarinet speelt, schrijft zelf haar muziek, maar haar carrière kreeg pas vaart toen ze ging samenwerken met Benjamin Biolay. Haar debuutalbum in 2000 was La Biographie de Luka Philipsen. Not Going Anywhere is de eerste cd die in 2003 wereldwijd werd uitgebracht, maar met Nolita brak zij in 2004 definitief door.

## Discografie
- 2000 La biographie de Luka Philipsen
- 2002 La disparition
- 2003 Not going anywhere
- 2003 Lady & Bird (Keren Ann en Barði Jóhannsson)
- 2004 Nolita
- 2007 Keren Ann
- 2011 101
- 2019 Bleue[1]